# Campylostelium venezuelanum
Campylostelium venezuelanum är en bladmossart som beskrevs av Frans François Dozy och Molkenboer 1854. Campylostelium venezuelanum ingår i släktet Campylostelium och familjen Ptychomitriaceae. Inga underarter finns listade i Catalogue of Life.